# GuitarFreaks
GuitarFreaks (abbreviato GF) è un gioco arcade del 1998 creato dalla Konami, parte della serie dei Bemani. Il giocatore usa un controller per simulare la sonata di una chitarra elettrica. La musica del gioco consiste principalmente nei generi del Rock and roll e J-pop.

## Controller
Il GuitarFreaks si gioca usando un controller progettato per imitare una chitarra elettrica, più come una Fender Jazzmaster o Fender Mustang. All'estremità superiore ci sono tre pulsanti: rosso, verde e blu. La levetta in basso è usata per simulare la parte della chitarra dove le corde vengono fatte vibrare. La piccola rotella di metallo, vicino alla levetta, serve per alterare il suono prodotto dal gioco.
Il gioco è compatibile anche con l'SG Controller della serie Guitar Hero.

## Modalità di gioco
L'interfaccia è simile ad altri giochi nella serie Bemani. 
Due schermate dove scorrono le note (uno per ogni giocatore) sono visualizzate nella parte destra e sinistra dello schermo. Le animazioni per ogni brano vengono visualizzate nel centro dello schermo. Ogni schermata si compone di quattro colonne: una per ogni tasto (rosso, verde e blu) e una per il Wailing Bonus. Singole note e corde sono rappresentate da piccole barre colorate che scorrono verso l'alto nelle colonne. Per riprodurre la nota giusta, il giocatore deve tenere premuti i tasti corrispondenti alle barre colorate, e muovere la levetta quando il pick bar raggiungere la linea gialla di picking. Quando un'icona a forma di chitarra viene visualizzata nella colonna del Wailing Bonus, associata con una nota, il giocatore è in grado di inclinare la chitarra in posizione verticale durante la riproduzione della nota per ricevere punti bonus.
La precisione del giocatore è giudicata per ogni nota suonata. L'attuale sistema utilizza i nomi Perfect, Great, Good, Poor, e Miss per indicare la precisione. Voti come Poor o Miss fanno diminuire la barra del punteggio del giocatore, mentre Perfect e Great la rinsaviscono. Se la barra (Groove Gauge) è completamente svuotata, il giocatore perde, e il gioco termina. I giocatori sono autorizzati a giocare da uno a cinque canzoni a seconda della configurazione del gioco mobile, con la possibilità di guadagnare ulteriori canzoni in alcune versioni del gioco.
In caso di superamento di una canzone, i giocatori sono classificati sulle loro prestazioni. Quando il gioco finisce, il punteggio totale di tutti i brani suonati è tabulato.

## Collegamento di sessione
Uno dei maggiori punti di forza del GuitarFreaks è la sua capacità di essere collegato a un altro gioco Bemani della Konami, il DrumMania. Questo consente ad un massimo di tre giocatori di unirsi a giocare insieme contemporaneamente in Modalità Sessione. Nel corso di una sessione, la musica verrà riprodotta simultaneamente da entrambi i giochi.
La seconda versione del GuitarFreaks è stata distribuita prima della prima versione del DrumMania, quindi la versione del GuitarFreaks è numero superiore rispetto DrumMania a cui collegare. Per esempio, GUITARFREAKS 6thMIX è stato progettato per essere collegato con DrumMania 5thMIX. Questo "errore" è stato in seguito corretto grazie all'accorgimento di pubblicare GuitarFreaksV e DrumManiaV, che sostituiscono rispettivamente il loro 12º e 11º mix.

### Super Session
Presente solo in due versioni di GuitarFreaks e DrumMania, la Super Session consente il collegamento con Keyboardmania 3rd Mix. Oltre ad avere tre giocatori che controllano chitarre e batteria, altri due potrebbero essere aggiunti a giocare controllando le tastiere. Tuttavia, una volta effettuato il collegamento con Keyboardmania, solo una dozzina di canzoni sono disponibili per giocare. Keyboardmania 3rd Mix può essere collegato con GuitarFreaks 5th Mix e DrumMania 4th Mix, o GuitarFreaks 6th Mix e DrumMania 5th Mix.

### Collegamento arcade
GuitarFreaks è uno dei due giochi da KONAMI che potrebbe essere collegato con la versione Home attraverso Playstation 1 Memory Cards. Questo sistema è stato poi sostituito dall'e-AMUSEMENT system.

## Versioni
- GUITARFREAKS (Febbraio 1999)
- GUITARFREAKS 2ndMIX (Luglio 1999)
- GUITARFREAKS 2ndMIX Link version (Settembre 1999)
- GUITARFREAKS 3rdMIX (21 aprile 2000)
- GUITARFREAKS 4thMIX (13 settembre 2000)
- GUITARFREAKS 5thMIX (17 marzo 2001)
- GUITARFREAKS 6thMIX (13 settembre 2001)
- GUITARFREAKS 7thMIX (28 febbraio 2002)
- GUITARFREAKS 8thMIX (30 agosto 2002)
- GUITARFREAKS 8thMIX power-up ver. (29 novembre 2002)
- GUITARFREAKS 9thMIX 「POWER UP over POWER UP!!」 (2 aprile 2003)
- GUITARFREAKS 10thMIX 「Make a future groove!」 (8 ottobre 2003)
- GUITARFREAKS 11thMIX 「IT'S A SHOWTIME!!」 (22 aprile 2004)
- GuitarFreaksV 「yes!! just wanna "V"est!!!」 (23 febbraio 2005)
- GuitarFreaksV2 「LIVE 2 GO!!」 (24 novembre 2005)
- GuitarFreaks & DrumMania Masterpiece Silver (31 agosto 2006)
- GuitarFreaksV3 「Big bang! On Music Galaxy!」 (13 settembre 2006)
- GuitarFreaks & DrumMania Masterpiece Gold (8 marzo 2007)
- GuitarFreaksV4 Яock×Rock 「Are you Ready? Experience the "DoubleRock!!"」 (8 agosto 2007)

## Disponibilità
GuitarFreaks è attualmente sviluppato e pubblicato in appositi cabinati arcade, e, più recentemente, per la PlayStation 2. Alcune versioni del gioco sono state localizzate e pubblicate per la Corea e altri paesi asiatici. 
Mentre è distribuito principalmente al mercato giapponese, GuitarFreaks viene importato negli Stati Uniti e in altri paesi. Nove versioni Home sono state commercializzate per la PlayStation e PlayStation 2.